# Hästtjuvarna och andra äventyr
Hästtjuvarna och andra äventyr (L'Alibi) är ett Lucky Luke-album från 1987. Det är det 58:e albumet i ordningen, och har nummer 57 i den svenska utgivningen. Albumet omfattar fyra korta serier.

## Handling
Kidnappad
- Originaltitel: L'Alibi
- 12 sidor

Giselas styvfar erbjuder henne en smekmånad i den amerikanska västern med Lucky Luke som guide.
Athletic City
- Originaltitel: Athletic City
- 10 sidor

Lucky Luke hjälper verklingen Chet att förändra övriga invånares syn på honom i Indigo.
Los Daltonitos
- Originaltitel: Olé Daltonitos
- 10 sidor

Bröderna Dalton beger sig till Mexiko och angriper en dilligens med tjurfäktare och tar deras plats. I San Agustín, där Lucky Luke väntar, pågår tjurfäktning.
Hästtjuvarna
- Originaltitel: Un cheval disparaît
- 12 sidor

Jolly Jumper blir kidnappad mot en lösensumma på $5000.

## Bild
På slutsidorna i den svenskspråkiga versionen visas en svartvit målning under texten "Emigranter på väg", utdrag ur La Cavalerie Américaine av  Laurence Halé (Darguad).

## Svensk utgivning
- Morris; Guylouïs, Claude, (översättare: Kåre Persson) (1988). Hästtjuvarna och andra äventyr. Lucky Lukes äventyr: 57. Stockholm: Bonniers Juniorförlag. Libris 7285843. ISBN 91-48-51605-8
- I Lucky Luke – Den kompletta samlingen ingår albumet i "Lucky Luke 1987-1991". Libris 10302083. ISBN 978-91-7134-437-3